# Roman Nose
Roman Nose, egentligen Vóo'xénéhe ("krokig näsa"), född 1835, död 1868, var en framstående cheyennekrigare. 
Roman Nose var inte hövding, som ofta uppges i litteraturen, utan var enligt vissa källor ordförande för ett av cheyennernas krigarsällskap, "De krokiga lansarna" (Hema'vóhkohásohko).
En del högt uppsatta officerare i USA:s armé, bland andra general Winfield Scott Hancock, hade dock av någon anledning fått för sig att Roman Nose var en hövding. Han blev därför kallad till fredsförhandlingar men uteblev eftersom han varken hade mandat att förhandla eller underteckna något.
Roman Nose stupade i striden vid Beecher Island mot enheter från general Philip Sheridans armékår 1868.
Bilden till höger föreställer en namne till cheyennekrigaren, en minneconjou-sioux.